# Torrington (Connecticut)

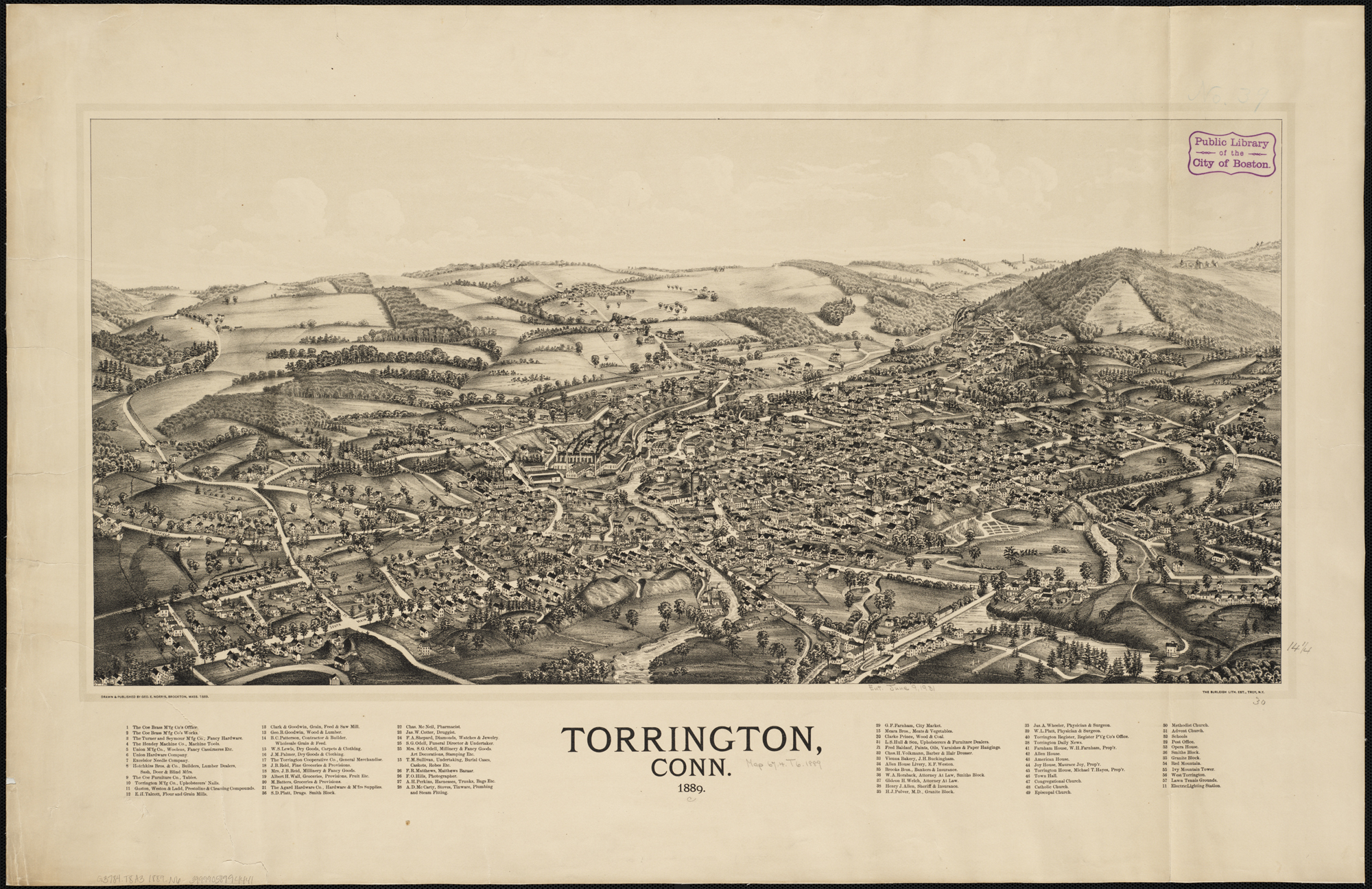
Imagen de Torrington en 1889

Torrington es una ciudad ubicada en el condado de Litchfield en el estado estadounidense de Connecticut. En el año 2005 tenía una población de 35.995 habitantes y una densidad poblacional de 349 personas por km².

## Geografía
Torrington se encuentra ubicada en las coordenadas 41°50′06″N 73°00′46″O / 41.83500, -73.01278.

## Demografía
Según la Oficina del Censo en 2000 los ingresos medios por hogar en la localidad eran de $41 841, y los ingresos medios por familia eran $54 375. Los hombres tenían unos ingresos medios de $37 702 frente a los $28 418 para las mujeres. La renta per cápita para la localidad era de $21 406. Alrededor del 7.4% de la población estaban por debajo del umbral de pobreza.